# Quartier du Châtelain
Le quartier du Châtelain (en néerlandais : Kasteleinswijk), aussi appelé quartier Châtelain-Bailli, est un quartier d'Ixelles (Région de Bruxelles-Capitale), bien connu pour ses restaurants, ses bars et son côté attractif. Il correspond au hameau historique de Tenbosch.

## Situation géographique
Le Châtelain est un quartier situé dans la commune d'Ixelles, au centre de Bruxelles. Celui-ci se trouve entre les chaussées de Waterloo, de Charleroi, Vleurgat et l'avenue Louise. Il est actuellement très fréquenté et s'étend autour de la place du Châtelain. Le quartier du Châtelain est un lieu d'habitation et de commerces.

## Historique
Historiquement, le quartier Châtelain était appelé Tenbosch. On y trouvait un château-ferme qui était un fief féodal. Les derniers bâtiments du château furent détruits en 1874. La parcelle de l'ancien château fut rachetée par la famille Semet-Solvay qui le transforma en parc Tenbosch.
Tenbosch faisait partie d'Ixelles-Bas, il était donc sous la domination du châtelain et ne faisait donc pas partie de la cuve de Bruxelles. Le quartier a été urbanisé sous l'impulsion des grandes opérations d'embellissement et lors de l'explosion démographique du XIXe siècle,.
La suite de l'historique du Châtelain peut être séparée en deux périodes. La première période date du milieu des années 1970 à la fin des années 1980. La seconde période débute à partir des années 1980 et se prolonge jusqu'à maintenant. L'évolution de ce quartier se caractérise par un processus de gentrification. Selon le Grand Robert, la gentrification est un « processus par lequel la population d’un quartier jusque-là populaire est remplacée par une couche sociale plus aisée ». Le quartier Châtelain fait partie de ceux ayant subi ce processus.
Dans les environs des années 1975, le Châtelain était un quartier industriel qui était essentiellement lié au secteur automobile. La rue du Page, la rue du Mail ou encore la rue Tenbosch étaient occupées par toutes les grandes marques de voitures de l'époque. On y trouvait également beaucoup d’industries et de commerces de première nécessité.
Une première vague de nouveaux habitants fait passer le quartier du statut « à l’abandon », au statut « convivial », et ce grâce à l’arrivée de jeunes Belges. La situation était centrale, et le quartier peu cher. Cette vague s’accompagne de la disparition progressive des commerces qui y étaient installés, ainsi que de la rénovation de diverses constructions. Les maisons sont rachetées, divisées en plusieurs appartements accueillant plusieurs familles. Tout cela, s’accompagne finalement d’une hausse générale des prix. À cette époque, le quartier voit les petits commerces de première nécessité s'effacer pour devenir des restaurants, des boutiques, des fleuristes… qui eux prisent le quartier à l'heure actuelle.
Ensuite, dans les années 1990, alors que le quartier s’était déjà transformé en un lieu d’attraction renommé, de nouveaux changements surviennent. Les prix ayant fortement augmentés, la population jeune n’est plus en mesure d’acheter. Les nouveaux arrivants sont cette fois-ci des fonctionnaires européens. Cela est de très près lié au processus de construction européenne, Bruxelles étant la ville de ces institutions. Le quartier devient donc peuplé non plus de jeunes Belges, mais d’un grand nombre d’étrangers.
Finalement, on parle donc aujourd’hui souvent de ce quartier comme étant un lieu d’hyper-mobilité européenne, ainsi que d'un quartier bourgeois.
Aujourd'hui, le "Châtelain" est un quartier particulièrement branché de la capitale.

## Les grandes rues et leur architecture
Le nom de ce quartier fait écho au fait qu’une partie de la Commune d’Ixelles formait auparavant une châtelaine, et donc placée sous la juridiction d’un seigneur.
Le quartier gravit autour de la place du Châtelain. L’harmonie et l’attractivité de ce quartier se tirent non-seulement de sa fameuse place, ne faisant son apparition qu’en 1879, mais également de ses rues avoisinantes ; rue de l’Aqueduc, rue du Page, rue de l’Amazone… dont l’architecture néoclassique est très présente, et aussi d’autres rues n’entourant pas directement la place ; rue Washington, rue Simonis…
L’aménagement du quartier a été organisé en 1864 suivant le Plan général d’alignement pour l’ouverture des rues du quartier Tenbosch et approuvé par l'Arrêté Royal du 20 février 1864 (plan d’alignement concrétisant le Plan d'ensemble pour l'extension et l'embellissement de l'agglomération bruxelloise). Certaines particularités sont remarquables, notamment la structure en damier à hauteur de la rue de Livourne, ainsi que les alignements des façades, et les immeubles d'angle à pan-coupé selon les principes du système urbain néoclassique. Ces derniers sont restés d'actualité dans l’urbanisation du quartier, et ce malgré l'évolution des styles architecturaux,.
En ce qui concerne le bâti, les enfilades témoignent de l’évolution des styles au tournant des 19e et 20esiècles (éclectisme, Art-Nouveau, Beaux-Arts...), à l'époque de l'urbanisation effective du quartier,.
Dans toutes les rues formant le quartier se retrouvent d’importants bâtiments voués à l’automobile. Ceux-ci formaient la majorité rue Tenbosch, et se retrouvaient aussi Rue Américaine avec notamment la maison d'Ieteren qui a eu un rôle très important dans le développement de l'industrie automobile et qui, à heure actuelle, s'y consacre encore notamment avec Porsche et Volkswagen. Dans cette même rue se trouvait également la "maison-atelier conçue et occupée par Victor Horta". On retrouve aussi dans ces rues de grandes maisons bourgeoises de caractère, des maisons ouvrières dans la Rue du Page notamment, et d’importantes statues. Enfin, beaucoup d'entre elles habitaient des célèbres personnalités, telles que Stéphanie Chandler, "écrivaines et conférencières", Marcel Hess, "peintre de portraits et de fleurs", ou encore Sander Pierron dans la rue de l'Aqueduc.
Même si l'urbanisation a été relativement longue (de 1875 à 1905), et ce à cause de la topographie compliquée et des nivellements nécessaires à charge de l'initiative privée, l'urbanisme planifié et réglementé qui a présidé au développement du quartier a conféré à la trame urbaine du quartier une grande homogénéité,.

## Culture
Le quartier du Châtelain est réputé pour ses nombreuses galeries d’art, ses expositions, ses musées, ses parcs et son édifice remarquable. Ses prestigieuses demeures classées, ses nombreux hôtels et son marché du mercredi soir sont ce qui caractérise également ce côté de Bruxelles.

### Galeries d'art
La "Galerie Duret" vient de Paris où elle fut créée en 2010. À Bruxelles, celle-ci a été inaugurée en 2014.
"Dérapages Art Gallery" est un nouveau concept , une galerie d'art en libre service située rue du Bailli.
"Hangar" est un centre d'art consacré à la photographie situé sur la place du Châtelain.
"Huberty & Breyne" est connu au niveau international pour ses bandes dessinées originales et exclusives. On y retrouve les œuvres de Hergé et de Franquin notamment.

### Édifice remarquable

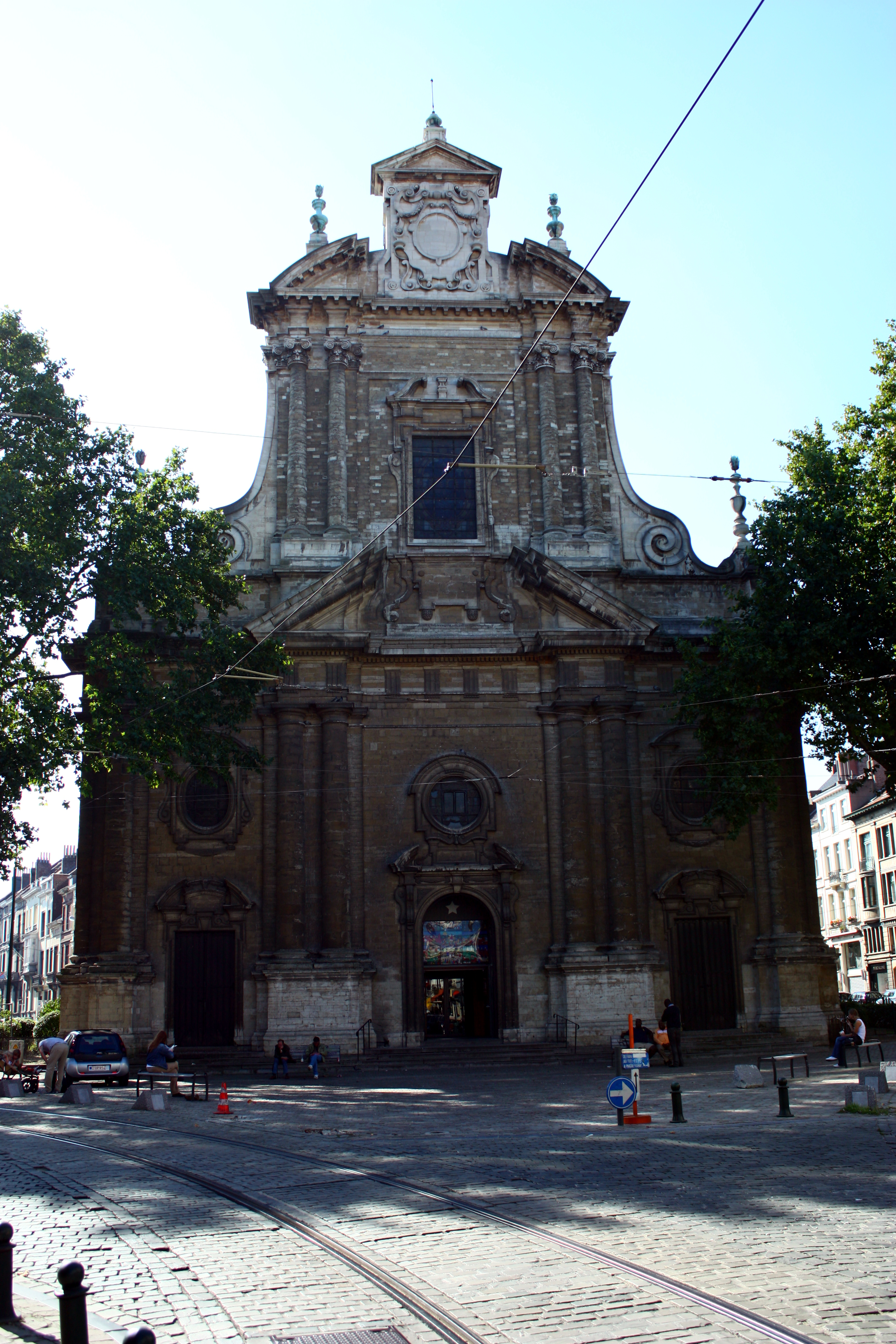
Église de la Sainte-Trinité

L'église de la Sainte Trinité date du XIXe siècle, elle est située à Ixelles (en bordure de Saint-gilles).

### Musées
Le musée Horta fut la maison personnelle et l’atelier de l’architecte Victor Horta. Celui-ci se situe au 23-25 de la rue Américaine.
Le musée Meunier fut la maison-atelier de Constantin Meunier (1831-1905). On y retrouve une grande partie de ses œuvres passant de la peinture à la sculpture et aux dessins.
Le musée d’Art Fantastique est une idée venue de Charles Dircken. C'est un espace consacré à l'Art Fantastique qui donne "un aperçu baroque parfois, parfois pointu, souvent surréaliste d'un monde étrange".

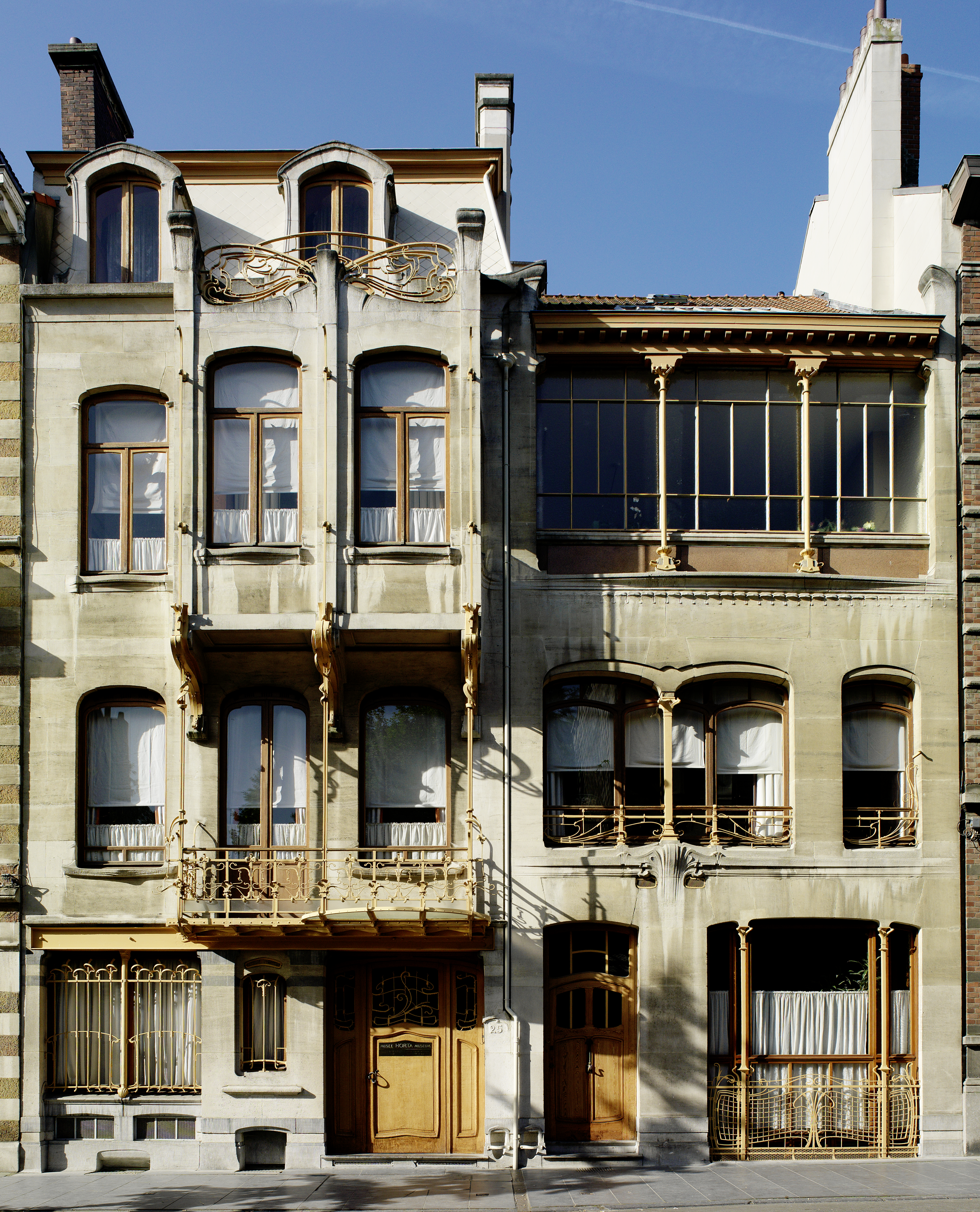
Hortamuseum
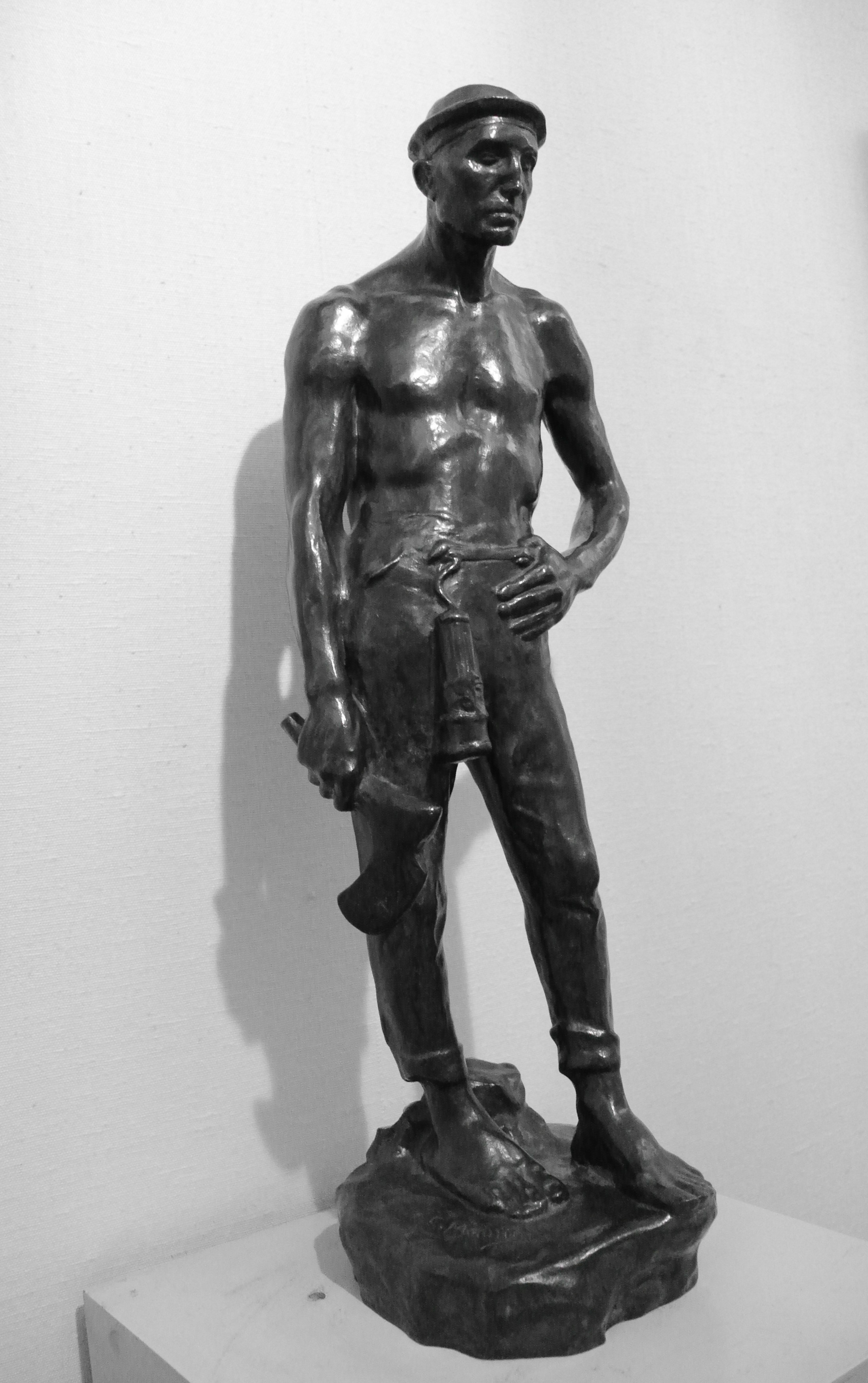
Mineur à la lanterne de Constantin Meunier.

### Parcs
Le parc Tenbosch est un parc de deux hectares situé à hauteur du numéro 217 de la chaussée de Vleurgat. Celui-ci fut au départ la propriété de la famille Solvay puis il fut racheté par la Région Bruxelloise en 1981.
Le parc Faider est situé au 86 de la rue Faider, il fut créé dans les années 1980 sur une initiative communale, ce parc dispose d'une pleine de jeu afin que les enfants bruxellois puissent s'y amuser.

## Vie sociale
Actuellement, le quartier Châtelain est un quartier très prisé par les expatriés ; en effet ces rues de Bruxelles regorgent de travailleurs internationaux en raison de la situation non loin des institutions européennes, et résultant du processus de gentrification. Le quartier est considéré comme relativement aisé ; les prix des loyers des appartements dans les maisons de maitre sont en effet assez élevés. Afin de donner un ordre de grandeur, en 2019, pour un studio meublé ou un appartement une chambre, le loyer était entre 950 € et 1 200 €. Pour les appartements 2 chambres non meublés, les loyers se situaient entre 1 000 € et 2 000 €. Pour les maisons, les loyers variaient entre 2 500 € et 4 000 €. Concernant la vente, on estimait en 2019 que le prix au mètre-carré des maisons était de 3 500 €.
En ce qui concerne la population, en 2019 toujours, la tranche d’âge la plus présente était les personnes âgées de 30 à 44 ans. Ensuite, celles de 45 à 65 ans et enfin, celles de 18 à 29 ans.